# Psychotria stockwellii
Psychotria stockwellii är en måreväxtart som beskrevs av Clement W. Hamilton. Psychotria stockwellii ingår i släktet Psychotria och familjen måreväxter. Inga underarter finns listade i Catalogue of Life.